# Hellingproef (GroenLinks)
Hellingproef is het Jong Wetenschappelijk Bureau van GroenLinks. De organisatie is opgericht door René Vonk en Dieuwertje ten Brinke, twee oud-stagiairs van het Wetenschappelijk Bureau. Hellingproef organiseert inhoudelijke, interactieve en originele activiteiten en biedt een netwerk aan jongeren die geïnteresseerd zijn in wetenschap, politiek en ideologie. Vanuit verschillende expertises werpen studenten en afgestudeerden een frisse blik op groene en linkse politiek.